# Le Calibre qu'il te faut
Albums de Stomy Bugsy
Le Prince des lascars (EP)
(1996) Quelques Balles De Plus Pour... Le Calibre Qu'il Te Faut
(1998)
Le Calibre qu'il te faut est le premier album de Stomy Bugsy. Il se vend à environ 300 000 exemplaires.

## Liste des Titres
1. Intro - 2 min 23 s
2. Quand Bugsy dégomme... - 4 min 18 s
3. G.A.V. - 26 s
4. C'est la merde et tu le sais - 4 min 01 s
5. Bouge pour toi (sinon qui le fera ?) / Featuring Les Novices du Vice - 4 min 49 s
6. La guerre du rap - 6 min 33 s
7. Le prince des lascars - 4 min 30 s
8. Mon papa à moi est un gangster - 6 min 01 s
9. Ho Lé Lé Lé / Featuring Izé - 4 min 42 s
10. La commissionne - 1 min 12 s
11. Mes forces décuplent quand on m'inculpe - 4 min 11 s
12. Même quand je mens c'est vrai - 50 s
13. Voilà c'que j't'aurais dit - 4 min 46 s
14. La truelle, la gamelle - 40 s
15. L'ouvrier - 4 min 29 s
16. Flash Infos - 17 s
17. Les balances ne mentent pas / Featuring Passi - 5 min 02 s
18. Brève Évasion - 5 min 36 s
19. J'avance pour ma familia / Featuring Ärsenik, La Rumeur, La Clinique, Hamed Daye & Passi- 5 min 24 s
20. Dernier pas dans la mafia / Featuring Akhenaton (IAM)- 5 min 37 s

## Classements
| Pays   | Meilleure position | Semaines classées |
| ------ | ------------------ | ----------------- |
| France | 9                  | 32                |